# Isorropus rectiscissa
Isorropus rectiscissa är en fjärilsart som beskrevs av Rothschild 1924. Isorropus rectiscissa ingår i släktet Isorropus och familjen björnspinnare. Inga underarter finns listade i Catalogue of Life.